# Karl Wolff
Pour les articles homonymes, voir Wolff.
Karl Friedrich Otto Wolff est un SS-Obergruppenführer und General der Waffen SS, né le 13 mai 1900 à Darmstadt (Grand-duché de Hesse) et mort le 17 juillet 1984 à Rosenheim (Allemagne de l'Ouest). 
Il a notamment été chef de l’état-major personnel de Heinrich Himmler et, de 1939 à 1943, officier de liaison de la Waffen-SS au Quartier général du Führer Adolf Hitler. En 1943, il est nommé chef « suprême » de la SS et de la Police — Höchste SS- und Polizeiführer (HöSSPf) — pour l’Italie puis, en 1944, chef militaire pour le pays : il y remet la reddition des forces allemandes le 3 mai 1945.
Arrêté après la guerre, puis libéré, il est de nouveau arrêté, jugé et condamné pour crime de guerre par un tribunal allemand en 1964 puis libéré en 1969 pour « raison de santé ».

## Biographie

### Jeunesse
Karl Wolff suit sa scolarité à Darmstadt et à Schwerte en province de Westphalie. En complément de l'enseignement général du Ludwig-Georgs-Gymnasium, il suit une formation militaire donnée par la Jugendwehr. Il est affecté au 115e Leibgarde-Infanterie-Regiment, comme Fahnenjunker.

### Première Guerre mondiale
Après son Abitur, obtenu en avril 1917, Karl Wolff devance l'appel : il fait quatre mois de classe et, en septembre 1917, se porte volontaire pour aller au front. Il combat sur le front de l'Ouest. À la fin de la guerre, il quitte l'armée avec le grade de lieutenant. 
En 1931, Karl Wolff rejoint le parti nazi et, en 1932, la SS. Il devient chef de l’état major particulier du Reichsführer-SS  en 1933.

### Seconde Guerre mondiale

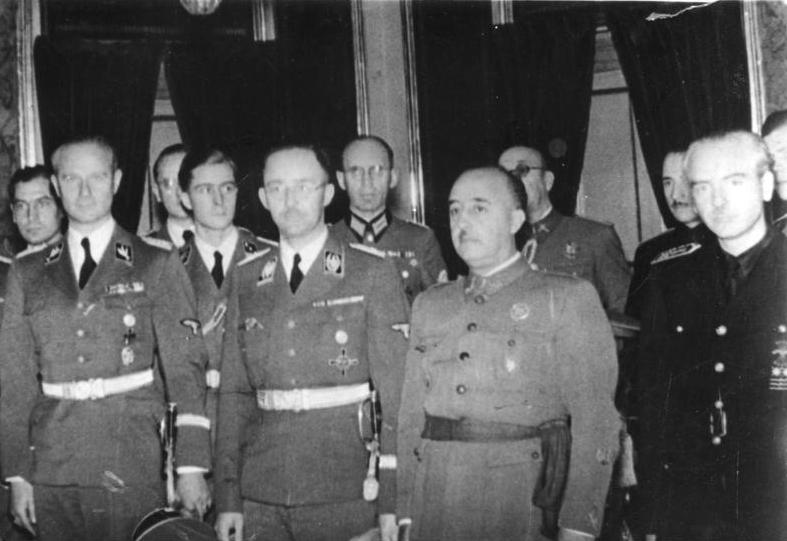
De gauche à droite : Wolff, Himmler, Franco et le ministre des Affaires étrangères espagnol Ramón Serrano Súñer. Derrière Franco, le général José Moscardó. Photographie du 25 octobre 1940 lors de l'entrevue d'Hendaye.

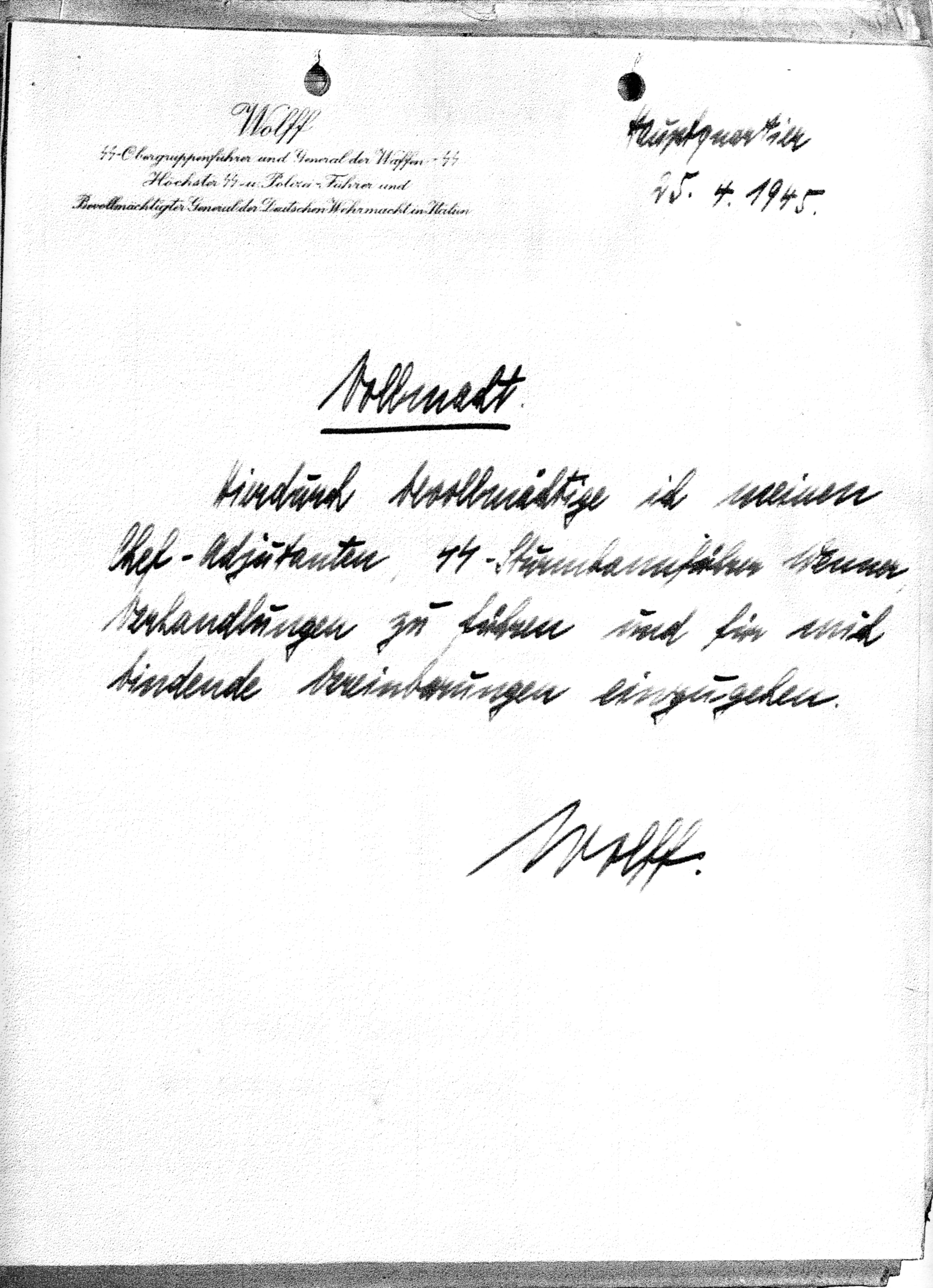
Proposition de reddition en Italie signée par Wolff le 25 avril 1945. L'ensemble de ses titres en Italie apparaît dans l’en-tête du papier.

Karl Wolff participe à l'entrevue d'Hendaye d'octobre 1940, une entrevue diplomatique entre le Führer Hitler et le caudillo Franco.
Du 12 au 15 juin 1941, quelques jours avant le lancement de l'invasion de l'Union soviétique, il participe au château de Wewelsburg à la réunion des SS-Gruppenführer, organisée par Himmler et Heydrich. Himmler y expose sa vision de l'avenir de l'Allemagne, où la campagne de Russie doit jouer un rôle décisif, avec pour objectifs, une fois la conquête à l'Est terminée, de chasser hors d'Europe tous les Juifs du continent et de mettre à mort entre vingt et trente millions de Slaves. À cette époque, Karl Wolff est en compétition constante avec Heydrich, les deux hommes se considérant comme les héritiers de Himmler qui, de son côté, alimente secrètement cette concurrence.
En juillet 1943, Wolff quitte le service de Himmler et est nommé chef « suprême » de la SS et de la Police — Höchste SS- und Polizeiführer (HöSSPf) — pour le Nord de l'Italie ; il a notamment sous ses ordres Wilhelm Harster, le commandant du camp de Bolzano. En juillet 1944, il est nommé commandant militaire du pays (bevollmächtigten General der deutschen Wehrmacht) avec en conséquence autorité complémentaire sur la Wehrmacht. Fin avril 1945, Wolff négocie la reddition de l'ensemble des troupes allemandes restant en Italie, lors de l’opération Sunrise (en), reddition effective dans la nuit du 2 au 3 mai.

### Après guerre
Arrêté le 13 mai 1945, cinq jours après la capitulation du Troisième Reich, Wolff est ensuite traduit en justice. Il est condamné à quatre ans de prison en 1949 et, compte tenu de sa détention préventive, il ne purge que quelques semaines complémentaires. Mais en 1962, il est de nouveau jugé puis, en 1964, reconnu coupable de la déportation de trois cent mille Juifs vers le  camp d'extermination de Treblinka. Il est alors condamné à quinze ans de prison et ne purge qu’une partie de sa peine, étant relâché en août 1969 pour raisons de santé.
Wolff meurt en 1984 à Rosenheim, en Haute-Bavière.

## Famille
Wolff s'est remarié en 1943, contre la volonté de Himmler, mais après avoir sollicité l'autorisation de Hitler. Cette attitude, ainsi que des problèmes de santé, lui ont valu d’être remplacé par Hermann Fegelein au printemps 1943 dans son poste auprès de Himmler.
Par sa sœur Elisabeth, Karl Wolff était le beau-frère du comte Klaus von Baudissin, commissaire de l'exposition sur l'art dégénéré en 1937.

## Controverses
Wolff est un personnage controversé. Le jugement de 1964 a démontré qu’il était parfaitement informé du fonctionnement interne de la SS et de ses activités d’extermination, contrairement à ce qu’il avait affirmé après son arrestation. Il prétendait en effet ne rien savoir des camps d'extermination nazis, alors qu’il avait fait office d’aide de camp de Himmler jusqu'en 1943, étant en permanence auprès de lui, gérant ses contacts avec l'ensemble des unités de la SS dont celles chargées des opérations d’extermination, comme les Einsatzgruppen, le personnel des camps d'extermination et les SS- und Polizeiführer des territoires occupés de l'Est (zone où les massacres sous toutes formes se sont produits).
Invité à s'exprimer dans la série documentaire télévisée intitulée The World at War, il a toutefois reconnu qu’il avait été le témoin d’une exécution de prisonniers juifs en présence de Himmler, allant jusqu’à décrire les projections de morceaux de cervelles sur l'habit du Reichsführer-SS.
Par ailleurs, il aurait reçu la mission d'enlever le pape Pie XII. Il se serait toutefois désisté.